# CA Peñarol
Club Atlético Peñarol – urugwajski klub sportowy (najbardziej znany z sekcji piłki nożnej) z siedzibą w stołecznym mieście Montevideo. Występuje w rozgrywkach Primera División. Domowe mecze rozgrywa na obiekcie Estadio Campeón del Siglo.

## Historia
Według jednej wersji Peñarol, klub będący symbolem futbolu urugwajskiego, założony został 28 września 1891 roku jako Central Uruguay Railway Cricket Club (częściej znany jako CURCC), a 13 grudnia 1913 zmienił nazwę na Peñarol. Według innej wersji klub CURCC zaniknął około roku 1915, a powstały 13 grudnia 1913 Peñarol jest zupełnie nowym klubem i z CURCC nie ma nic wspólnego.
Dzięki zdobyciu w roku 1932 mistrzostwa Urugwaju Peñarol jest pierwszym w historii zawodowym mistrzem Urugwaju.

### Nazwa
Nazwa Peñarol pochodzi od nazwy dzielnicy, w której znajduje się siedziba klubu, a sama dzielnica swą nazwę zawdzięcza włoskiemu miasteczku Pinerolo. Barwy klubu, żółto-czarne, pochodzą od kolorów znaków kolejowych i szlabanów.

### Kontrowersje dotyczące daty założenia klubu
Peñarol głosi, że jest spadkobiercą starszego klubu CURCC, czyniąc się tym samym najstarszym obecnie istniejącym klubem w Urugwaju. Opinia ta jest zwalczana przede wszystkim przez największego przeciwnika Peñarolu – Nacional, według którego Peñarol i CURCC to dwa zupełnie różne kluby.

## Aktualny skład
Stan na 30 września 2024.
| Nr | Poz. | Piłkarz                  |
| -- | ---- | ------------------------ |
| 1  | BR   | Kevin Morgan             |
| 2  | OB   | Léo Coelho               |
| 3  | OB   | Martín Gianoli           |
| 4  | OB   | Guzmán Rodríguez         |
| 5  | PO   | Sebastián Cristóforo     |
| 6  | PO   | Rodrigo Pérez            |
| 7  | NA   | Javier Cabrera           |
| 8  | PO   | Leonardo Fernández       |
| 10 | PO   | Gastón Ramírez (kapitan) |
| 11 | NA   | Maximiliano Silvera      |
| 12 | BR   | Guillermo de Amores      |
| 13 | PO   | Eduardo Darias           |
| 14 | PO   | Damián García            |
| 15 | OB   | Maximiliano Olivera      |
| 16 | PO   | Adrián Fernández         |
| 17 | NA   | Matheus Babi             |
| 18 | OB   | Camilo Mayada            |

| Nr | Poz. | Piłkarz            |
| -- | ---- | ------------------ |
| 19 | OB   | Diego Sosa         |
| 20 | OB   | Pedro Milans       |
| 21 | NA   | Facundo Batista    |
| 22 | OB   | Damián Suárez      |
| 23 | PO   | Javier Méndez      |
| 25 | PO   | Ignacio Sosa       |
| 26 | NA   | Leonardo Sequeira  |
| 27 | OB   | Lucas Hernández    |
| 28 | NA   | Jaime Báez         |
| 29 | BR   | Washington Aguerre |
| 30 | NA   | Nicolás Rossi      |
| 33 | NA   | Nahuel Acosta      |
| 34 | OB   | Nahuel Herrera     |
| 36 | PO   | Tomás Olase        |
| 90 | NA   | Felipe Avenatti    |
| 97 | NA   | Alan Medina        |

## Sukcesy

### Trofea krajowe
| \| \| Zdobyte trofea w rozgrywkach Urugwaju (stan na: 05-12-2021) \| |                                                             |      | |
| Rozgrywki                                                            | Osiągnięcie                                                 | Razy | Sezon(y) |
| · Mistrzostwo                                                        | I miejsce                                                   | 52*  | 19003, 19013, 19053, 19073, 19113, 1918, 1921, 19241, 19262, 1928, 1929, 1932, 1935, 1936, 1937, 1938, 1944, 1945, 1949, 1951, 1953, 1954, 1958, 1959, 1960, 1961, 1962, 1964, 1965, 1967, 1968, 1973, 1974, 1975, 1978, 1979, 1981, 1982, 1985, 1986, 1993, 1994, 1995, 1996, 1997, 1999, 2003, 2009/2010, 2012/2013, 2015/2016, 2017, 2018, 2021, 2024 |
| · Mistrzostwo                                                        | II miejsce                                                  | 42   | 19023, 19033, 19063, 19093, 19103, 19123, 1914, 1915, 1916, 1917, 1920, 1927, 1933, 1934, 1939, 1941, 1942, 1943, 1946, 1947, 1950, 1952, 1955, 1956, 1957, 1963, 1966, 1969, 1971, 1972, 1976, 1977, 1984, 1988, 1998, 2000, 2006/2007, 2007/2008, 2011/2012, 2014/2015, 2019, 2021                                                                     |
| · Mistrzostwo                                                        | III miejsce                                                 | 9    | 1913, 1919, 1970, 1980, 1990, 2001, 2002, 2005, 2010/2011 |
| Urugwaj                                                              | Zdobyte trofea w rozgrywkach Urugwaju (stan na: 05-12-2021) |      | |

* Razem z CURCC 51 tytułów, w tym 45 uznanych przez urugwajską federację (bez CURCC odpowiednio 42-40 tytułów)
1 Urugwajska federacja piłkarska nie uznaje tytułu z 1925 z powodu podziałów panujących w ówczesnym futbolu urugwajskim
2 Turnieju „Consejo Provisorio” urugwajska federacja piłkarska nie uznaje za turniej o mistrzostwo Urugwaju
3 Wygrana jako CURCC
- Copa Competencia (8): 1901, 1902, 1904, 1905, 1907, 1909, 1910, 1916
- Copa de Honor (4): 1907, 1909, 1911, 1918
- Torneo Competencia (11): 1936, 1941, 1943, 1946, 1947, 1949, 1951, 1953, 1956, 1957, 1986
- Torneo de Honor (11): 1944, 1945, 1947, 1949, 1950, 1951, 1952, 1953, 1956, 1964, 1967
- Torneo Cuadrangular (5): 1959, 1960, 1963, 1966, 1968
- Liguilla Pre-Libertadores de América (12): 1974, 1975, 1977, 1978, 1980, 1984, 1985, 1986, 1988, 1994, 1997, 2004
- Liga Mayor (1): 1978
- Torneo Apertura (5): 1995, 1996, 2012, 2015, 2019
- Torneo Clausura (10): 1994, 1999, 2000, 2003, 2008, 2010, 2015, 2017, 2018, 2021
- Torneo Clasificatorio (2): 2001, 2002
- Supercopa Uruguaya (2): 2018, 2022

Oficjalne trofea okazjonalne
- Torneo Campeones Sudamericanos Juveniles (1): 1954
- Torneo de la República (1): 1979
- Torneo Colombes (1): 1980
- Copa de Oro (1): 1982
- Torneo 60º Aniversario de Colombes (1): 1984

### Trofea międzynarodowe
| \| \| Zdobyte trofea w rozgrywkach międzynarodowych (stan na: 31-05-2012) \| |                                                                     |            |                              |
| Rozgrywki                                                                    | Osiągnięcie                                                         | Razy       | Sezon(y)                     |
| Puchar Interkontynentalny                                                    | zdobywca                                                            | 3          | 1961, 1966, 1982             |
| Puchar Interkontynentalny                                                    | finalista                                                           | 2          | 1960, 1987                   |
| Copa Libertadores                                                            | zdobywca                                                            | 5          | 1960, 1961, 1966, 1982, 1987 |
| Copa Libertadores                                                            | finalista                                                           | 5 (rekord) | 1962, 1965, 1970, 1983, 2011 |
| Copa Sudamericana                                                            | zdobywca                                                            | 3          | 1977, 1990, 1993             |
| Copa Sudamericana                                                            | finalista                                                           | 1          | 1995                         |
| Recopa Sudamericana                                                          | zdobywca                                                            | 1          | 1984                         |
| Recopa Sudamericana                                                          | finalista                                                           | 0          |                              |
| Superpuchar Interkontynentalny                                               | zdobywca                                                            | 1          | 1969                         |
| Superpuchar Interkontynentalny                                               | finalista                                                           | 0          |                              |
| FIFA                                                                         | Zdobyte trofea w rozgrywkach międzynarodowych (stan na: 31-05-2012) |            |                              |

- Copa de Honor Cousenier (AFA/AUF) (3): 1909, 1911, 1918
- Cup Tie Competition (AFA/AUF) (1): 1916
- Copa Aldao (AFA/AUF) (1): 1928
- IFA Shield (AIFF) (1): 1985

### Inne międzynarodowe turnieje towarzyskie (od 1945)[1]
- Copa Montevideo: 1954, 1971
- Cuadrangular en Mexico: 1957
- Cuadrangular en Chile: 1957
- Cuadrangular Internacional: 1970
- Taça Atlântico Sul: 1972, 1973
- Copa Principe Juan de España: 1972
- Cupa Transportes Aéreos Portugueses: 1974 (Afryka)
- Trofeo Teresa Herrera: 1974, 1975 (La Coruña, Hiszpania)
- Copa Feria y Fiestas: 1974 (Ciudad Real, Hiszpania)
- Mohamed V Cup: 1974 (Casablanca, Maroko)
- Trofeo Costa del Sol: 1975 (Malaga, Hiszpania)
- Copa Simón Bolívar: 1983 (Caracas, Wenezuela)
- Trofeo Ciudad de Sevilla: 1985 (Hiszpania)
- Coppa Super Clubs: 1985 (Cesena, Włochy)
- Trofeo Ciudad de Marbella: 1985 (Hiszpania)
- Coppa Misura: 1985 (Cesena, Włochy)
- Trofeo Ciudad de Zaragoza: 1988 (Hiszpania)
- Copa Sefegi Gold: 1988
- Torneo Città di Bologna: 1990 (Włochy)
- Sardinia Cup: 1991 (Cagliari, Włochy)
- Parmalat Cup (4): 1993 (Parma, Włochy), 1994 (São Paulo, Brazylia), 1996 (Caxias do Sul, Brazylia), 1998 (Rivera, Urugwaj)
- Copa Hyundai: 1996 (Urugwaj)
- Copa Punta del Este: 1997 (Urugwaj)
- Copa Ciudad de Paysandú: 2001 (Urugwaj)
- Copa el Grafico Perú: 2002 (Peru)
- Copa Ciudad de las Palmas: 2003 (Hiszpania)
- Copa Conrad: 2004 (Urugwaj)
- Copa Master Card: 2006 (Urugwaj)
- Copa Carlos Gardel: 2007 (Urugwaj)
- Copa Banco Estado: 2009 (Chile)
- Copa 80 años de Autonomía de la Universidad de México (UNAM): 2009 (Meksyk)
- Trofeo Ágora: 2011 (Hiszpania)
- Copa Bimbo: 2012 (Urugwaj)
- Copa Samsung: 2013

## Galeria sław
Na poniższej liście mogą znaleźć się:
1. piłkarze reprezentacji narodowych
2. strzelcy bramek dla klubu Peñarol w lidze i pucharach południowoamerykańskich
3. piłkarze, którzy w barwach Peñarolu zajęli co najmniej trzecie miejsce w mistrzostwach Urugwaju

| - Julio César Abbadie - Carlos Alberto Aguilera - Diego Aguirre - Oscar Aguirregaray - Edgar Álvarez - Fernando Álvez - Antonio Alzamendi - Juan Pedro Arremón - José Batista - Pablo Javier Bengoechea - José Benincasa - Joe Bizera - Carlos Borges - Miguel Angel Bossio - Julio César Britos - Ramón Bucetta - Carlos Bueno - Ángel Cabrera - Omar Caetano - Ceferino Camacho - Antonio Cámpolo - José Cancela - Nuber Cano - Fabián Canobbio - Miguel Capuccini - Braulio Castro - William Castro - Néstor Gabriel Cedrés - Roberto Chery - José Luis Chilavert - Oscar Chirimini - Rubén Corbo - Walter Corbo - Gabriel Correa - Julio César Cortés - Leonardo Crossley - Luis Cubilla - Pedro Cubilla - Mirto Davoine - Juan Delgado - Gonzalo de los Santos - José Enrique de los Santos - Marcelo De Souza - Carlos Diogo - Víctor Hugo Diogo - Alfonso Domínguez - Fabián Estoyanoff - Nicolás Falero - Gustavo Fernández |  | - Lorenzo Fernández - Oscar Ferro - Elias Ricardo Figueroa - Claudio Flores - Pablo Forlán - José María Franco - Martín Adrián García - Luis Garisto - Álvaro Gestido - Alcides Ghiggia - Jorge Gonçalves - Néstor Gonçalves - Andrée González - Edgardo González - Juan Carlos González - Mario González - Isabelino Gradín - Nelson Gutiérrez - John Harley - José Óscar Herrera - Juan Eduardo Hohberg - Daniel Ángel Jiménez - Julio César Jiménez - Juan Joya - Alejandro Lago - Ernesto Ledesma - Juan Legnazzi - Juan Lezcano - Robert Lima - Julio Losada - Josemir Lujambio - Federico Magallanes - Luis Maidana - Ildo Maneiro - Antonio Marques Castro - William Martínez - Roque Máspoli - Gustavo Matosas - Roberto Matosas - Ladislao Mazurkiewicz - Mario Omar Méndez - Óscar Míguez - Paolo Montero - Fernando Morena - Agenor Muñiz - Alberto Nogués - Walter Olivera - Nelson Olveira - Washington Ortuño |  | - Marcelo Otero - Antonio Pacheco D’Agosti - Jorge Pacheco - Walter Pandiani - Rubén Walter Paz - Juan Peña - José Perdomo - Eduardo Pereira - Diego Pérez - José Pérez - José Antonio Piendibene - Venancio Ramos - Juan Riephoff - Carlos Riolfo - Eliséo Rivero - Pedro Rocha - Cristian Rodríguez - Darío Rodríguez - Luis Alberto Romero - Marcelo Romero - Nicolás Rotundo - Rodolfo Sandoval - Sergio Santín - José Sasía - Mario Saralegui - Juan Alberto Schiaffino - Raúl Schiaffino - Darío Silva - Gideón Silva - Héctor Silva - Juan Silva - Alberto Spencer - Walter Taibo - Washington Tais - Obdulio Trasante - Horacio Troche - Danilo Turcios - Manuel Varela - Obdulio Varela - Severino Varela - Ernesto Vargas - Daniel Vidal - Milton Viera - Pedro Young - Marcelo Zalayeta - José Zalazar - Óscar Zubía - Erebo Zuniño |

## Kibice
Największym rywalem klubu jest stołeczny Nacional, a mecze między tymi zespołami nazywane Superclasico. Większość kibiców piłkarskich w Urugwaju swoje preferencje odnosi do Peñarolu, lub właśnie Nacionalu. Uważa się, że oba zespoły mają w społeczeństwie niemal identyczną ilość fanów. Według badania przeprowadzonego w roku 2006 przez firmę Factum, 45% wszystkich urugwajskich kibiców deklaruje się jako kibice Peñarol.